# Queen's Park (Londres)
Pour les articles homonymes, voir Queen's Park.
Queen's Park est un petit quartier du nord-ouest et de l'ouest de Londres située à 6,3 km au nord-ouest de Charing Cross. La moitié nord se situe dans le borough londonien de Brent, tandis que la moitié sud se trouve dans la cité de Westminster.
Le quartier prend son nom d'un parc éponyme dans son centre. Le parc est ouvert en 1887 et, comme le Victoria Park dans l'est de Londres, il est nommé d'après la reine Victoria.